# Lương Hưng (Tống)
Lương Hưng (tiếng Trung: 梁興; bính âm: Liang Xing; ? - 1148), hay Lương Thanh (tiếng Trung: 梁青), thường gọi là Lương tiểu ca (梁小哥), là tướng lĩnh kháng Kim thời Nam Tống trong lịch sử Trung Quốc.

## Cuộc đời
Lương Hưng là người quận Bình Dương, ban đầu ở núi Thái Hành thành lập "Trung Nghĩa xã" (忠義社), tập hợp lực lượng đánh phá hậu phương nước Kim, cùng Triệu Vân, Lý Tiến tung hoành Hà Đông. Năm 1134, nhà Kim phái A Lý (阿里), Hồ Tát (胡撒) càn quét, Lương Hưng đại bại, sau đó lại bị Gia Luật Mã Ngũ (耶律馬五) đánh tan. Năm 1135, Lương Hưng không nguôi chí đánh Kim, liền dẫn hơn trăm người vượt Hoàng Hà đầu hàng Nhạc Phi.
Năm 1140, Nhạc Phi bắc phạt, phái Lương Hưng qua Hoàng Hà liên hệ các nghĩa quân núi Thái Hành, phối hợp với Triệu Vân, Lý Tiến, Ngưu Hiển, Trương Dục thu phục yếu điểm Viên Khúc, Thấm Thủy, đánh hạ Hoài Châu, Vệ Châu, lập công lớn giúp Nhạc Phi đánh tan Ngột Truật.
Cùng năm, triều đình triệu hồi sau đó bắt giam Nhạc Phi. Nhạc gia quân bị giải tán. Lương Hưng bị giáng làm Thân vệ đại phu, sau quan tới thứ sử Trung Châu, Ngạc Châu trú Ngự tiền tiên phong quân đồng phó thống chế. Năm 1148, mất.

## Trong văn hóa
Trong tiểu thuyết Thuyết Nhạc toàn truyện, Lương Hưng xuất hiện ở hồi 15.
Lương Hưng được cho là nguyên hình của nhân vật Yến Thanh (Yến tiểu ca) trong Thủy hử truyện.